# Podvrš
Podvrš este un sat din comuna Nikšić, Muntenegru. Conform datelor de la recensământul din 2003, localitatea are 30 de locuitori (la recensământul din 1991 erau 41 de locuitori).

## Demografie
În satul Podvrš locuiesc 27 de persoane adulte, iar vârsta medie a populației este de 47,4 de ani (39,8 la bărbați și 54,9 la femei). În localitate sunt 9 gospodării, iar numărul mediu de membri în gospodărie este de 3,33.
Populația localității este foarte eterogenă.
|  |

| Demografie | Demografie | Demografie |
| An         | Locuitori  | Locuitori  |
| ---------- | ---------- | ---------- |
|            |            |            |
|            |            |            |
|            |            |            |
|            |            |            |
| 1948       | 95         |            |
| 1953       | 143        |            |
| 1961       | 81         |            |
| 1971       | 77         |            |
| 1981       | 66         |            |
| 1991       | 41         | 41         |
| 2003       | 32         | 30         |

| \| Componența etnică conform recensământului din 2003[2] \| Componența etnică conform recensământului din 2003[2] \| Componența etnică conform recensământului din 2003[2] \| Componența etnică conform recensământului din 2003[2] \| Componența etnică conform recensământului din 2003[2] \| \| ----------------------------------------------------- \| ----------------------------------------------------- \| ----------------------------------------------------- \| ----------------------------------------------------- \| ----------------------------------------------------- \| \| \| \| \| \| \| \| Muntenegreni \| Muntenegreni \| \| 12 \| 40% \| \| Sârbi \| Sârbi \| \| 4 \| 13,33% \| \| necunoscută \| necunoscută \| \| 14 \| 46,66% \| |              |  |    |        |
| Componența etnică conform recensământului din 2003 |              |  |    |        |
| |              |  |    |        |
| Muntenegreni | Muntenegreni |  | 12 | 40%    |
| Sârbi | Sârbi        |  | 4  | 13,33% |
| necunoscută | necunoscută  |  | 14 | 46,66% |